# Erick Barrondo
Erick Bernabé Barrondo (időnként: Érick Barrondo; San Cristóbal Verapaz, 1991. június 14. –) Guatemala történetének első olimpiai érmes sportolója. A 2012-es londoni olimpián szerzett ezüstérmet a férfi 20 km-es gyaloglás versenyszámban.

## Élete
1991-ben született Guatemala Alta Verapaz megyéjében, a San Cristóbal Verapaz községhez tartozó Chiyuc faluban, szegény körülmények között. Apja, Bernardo Barrondo és anyja, Dora középtávfutó atléták voltak, fiukat is ezen a pályán indították el, ám egy sérülés miatt később első edzője, Jorge Coy azt javasolta neki, hogy felépülése érdekében gyalogoljon, ő pedig nem csak felépüléséig, hanem azután is megmaradt e sportág mellett. A koreai Teguban rendezett 2011-es világbajnokságon tizedik lett, majd ugyanebben az évben országa történetének első aranyérmét is megszerezte a pánamerikai játékokon. Egy évvel később a londoni olimpián megnyerte Guatemala első olimpiai érmét is: egy ezüstöt a 20 km-es gyaloglásban. Az olimpián 1:18:57-es idejével mindössze 11 másodperccel maradt le a győztes kínai Csen Tingtől. Edzője ekkor már a kubai Rigoberto Medina volt. 2015-ben a Torontóban megrendezett pánamerikai játékokon 50 km-es gyaloglásban ezüstérmes lett.
Olimpiai éremszerzése után Otto Pérez Molina guatemalai elnök telefonon is gratulált neki, és a rádióban hősnek nevezte a sportolót, aki versenye utáni első üzenetében kifejtette azt is, hogy nagyon boldog lenne, ha példát tudna mutatni a mindennapos fegyveres erőszaktól sújtott hazája fiataljainak, akik a „fegyverek helyett az edzőcipőt” választhatnák. Otthon valóságos népünnepélyeket rendeztek tiszteletére, és a sajtóban is rengeteget foglalkoztak vele.